# Marcelina Čapková
Marcelina Čapková (česky Marcela, 1895 Paříž – 26. května 1915 Châlons-sur-Marne) byla česko-francouzská zdravotní sestra, s rodinou trvale žijící ve Francii, členka tamějšího tzv. Prvního československého odboje, dcera právníka a místopředsedy pařížského Sokola Josefa Čapka. Po vytvoření československé dobrovolnické roty Nazdar v rámci francouzské Cizinecké legie během první světové války se přihlásila jako zdravotnice k Červenému kříži a byla frontově nasazena. V květnu 1915 se v lazaretu nakazila skvrnitým tyfem a na následky nemoci zemřela. Stala se tak možná první ženskou obětí válečného snažení o československou samostatnost.

## Život

### Mládí
Narodila se v Paříži do česko-francouzské rodiny. Její otec Josef Čapek (1856–1925) pocházel ze západočeských Kožlan (mj. rodiště v Paříži studujícího Edvarda Beneše), matka byla Alsasanka. Josef Čapek byl advokátem, který se následně přesunul do Paříže, kde se nacházela též početná komunita Čechů a Slováků. posléze se stal místopředsedou místní odnože cvičenecké jednoty Sokol.

### Československý odboj
Po vypuknutí první světové války se Marcelinin otec stal předsedou odboru České kolonie pařížské, krajanského sdružení řízeného předsedou Josefem Hofmanem-Krátkým. Čapek byl členem jejího nejužšího politického vedení. Ta začala téměř okamžitě jednat v podpoře aktivit exilové skupiny Tomáše Garrigue Masaryka, Edvarda Beneše a Milana Rastislava Štefánika zasazujících se o vznik samostatného Československa. 31. srpna 1914 vznikla rámci Cizinecké legie Rota Nazdar, zejména z iniciativy zástupců francouzské pobočky Sokola a sociálně-demokratického spolku Rovnost. Myšlenka samostatné jednotky byla prosazována zejména malířem Františkem Kupkou, Ernestem Denisem a jeho zetěm a pozdějším prvním československým důstojníkem Václavem Dostalem. K jejímu prvnímu bojovému nasazení na západní frontě došlo v listopadu 1914 v oblasti Champagne. Z žen české kolonie byla činná zejména matka praporu Nazdar Marie Čermáková.

### Nasazení
Po vlivem těchto okolností se Marcelina pravděpodobně již roku 1914 přihlásila jako dobrovolnice a byla jako zdravotní sestra nasazena na západní frontě v polních nemocnicích Červeného kříže. Na jaře roku 1915 sloužila v nemocnicích poblíž bojišť podél řeky Marny v severozápadní Francii. Ve stejné oblasti byla nasazena také rota Nazdar, která v bitvě u Arrasu v březnu až květnu 1915 utrpěla dramatické ztráty. V květnu se v nemocnici v Châlons-sur-Marne, kde sloužila, nakazila od chorých francouzských vojáků skvrnitým tyfem, zákeřné bakteriální nemoci, v zaplněných nemocnicích a při polních hygienických podmínkách velmi snadno přenosné.

### Úmrtí
Marcelina Čapková nemoci 26. května 1915, v polní nemocnici v Châlons-sur-Marne, podlehla ve věku 19 nebo 20 let. Pohřbena byla s vojenskými poctami pohřbena 28. května na vojenském hřbitově v Châlons-sur-Marne. Pohřbena byla s vojenskými poctami, její rakev zdobily kromě francouzské trikolory také ta československá a stuha s nápisem Patrie (Padla za vlast), hrob byl osazen bílým křížem, který se dával na hroby padlých vojáků. Jejího pohřbu se mělo zúčastnit až tři tisíce lidí, včetně členů městského zastupitelstva.
Je uváděna jako první a pravděpodobně jediná československá ženská oběť na životech na západní frontě války. Dalších několik desítek jich zahynulo na italských, balkánských či ruských bojištích.